# Chlamydophila pneumoniae
Chlamydophila pneumoniae, chlamydofila zapalenia płuc (dawniej Chlamydia pneumoniae, chlamydia zapalenia płuc) – bakteria przenoszona drogą kropelkową, powodująca między innymi zapalenia płuc (rzadko u dzieci poniżej piątego roku życia). Poważnym następstwem tej infekcji jest uszkodzenie nabłonka rzęskowego w oskrzelach i alergiczne przestrojenie organizmu sprzyjające rozwojowi dychawicy oskrzelowej, nawracających katarów nosa, przewlekłego zapalenia gardzieli i zapalenia zatok.
Dodatkowe objawy to bóle stawów i nierzadko zapalenie stawów. Może uszkadzać śródbłonek naczyń i tworzy się blaszka miażdżycowa. Podejrzewa się związek bakterii z chorobą Alzheimera i stwardnieniem rozsianym, jednak żadne dotychczasowe badania nie potwierdziły tej hipotezy.
Charakterystyka bakterii: bakteria wewnątrzkomórkowa, posiada rybosomy, ściana komórkowa zawiera LPS (lipopolisacharyd), ale brak jest peptydoglikanu, nie wytwarza ATP – musi być dostarczone przez komórkę gospodarzową. Oporna na antybiotyki beta-laktamowe. 
Cykl rozwojowy: ciałko elementarne (zakaźne), na zewnątrz komórki → po wniknięciu ciałko siateczkowate (inaczej siatkowate lub retikularne) → po 5 lub 6 godzinach od wniknięcia do komórki podział ciałka siateczkowatego → ciałko pośrednie (skupione ciałka siateczkowate) → wyrzucenie ciałek elementarnych (liza komórki).

## Rozpoznanie
Badanie laboratoryjne plwocin, wymazu z gardła, popłuczyn oskrzelowych, badania serologiczne. Najpopularniejszym badaniem jest test Elisa polegający na określeniu poziomu specyficznych immunoglobulin we krwi. We wczesnej fazie infekcji wykrycie przeciwciał klasy IgM świadczy o rozwijającej się infekcji, wykrycie przeciwciał w klasie IgG świadczy o dłużej trwającej infekcji lub o infekcji przebytej w przeszłości, natomiast dodatni wynik w klasie IgA świadczy o przewlekłej formie infekcji.

## Leczenie
Do leczenia zakażeń chlamydofilą zapalenia płuc stosuje się antybiotyki przez okres od 2 do 6 tygodni (w zależności od czasu trwania infekcji i stanu pacjenta): tetracykliny, makrolidy, chinolony. Po zbyt krótkim leczeniu często dochodzi do nawrotów choroby. 
Podręcznik powszechnie uznawany przez lekarzy, a znany jako "Mała Interna Szczeklika", podaje następujące podejście:
Czas leczenia: ≥5 dni, 48 h od stabilizacji klinicznej.
Kryteria stabilizacji klinicznej:
1) temperatura ciała <37,8°C (wg niektórych ekspertów <37,2°C)
2) tętno ≤100/min
3) ciśnienie tętnicze skurczowe ≥100 mm Hg
4) SpO2 ≥90% lub PaO2 ≥60 mm Hg (podczas oddychania powietrzem)
5) możliwość przyjmowania pokarmów drogą doustną
6) niewystępowanie zaburzeń świadomości. 
"Mała Interna Szczeklika" nie wspomina o konieczności przedłużonej antybiotykoterapii do 2 czy 6 tygodni.